# Aleksiej Wojewoda
Aleksiej Iwanowicz Wojewoda (ros. Алексей Иванович Воевода; ur. 9 maja 1980 w Kalinowicy w Ukraińskiej SRR) – rosyjski bobsleista, występujący w rywalizacji dwójek i czwórek, dwukrotny medalista olimpijski, armwrestler.

## Kariera
Karierę rozpoczął w 1999 roku. Wziął udział w trzech igrzyskach olimpijskich. W Turynie zdobył srebrny medal w czwórce razem z Aleksandrem Zubkowem, Filippem Jegorowem i Aleksiejem Sieliwierstowem, a w Vancouver zdobył brązowy medal w dwójce razem z Aleksandrem Zubkowem. Z Zubkowem na IO w Soczi zdobył złote medale w dwójkach i czwórkach, jednak musiał zwórcić medale po tym jak w 2017 roku został zdyskwalifikowany za doping.
Ponadto Wojewoda zdobył złoty medal w dwójkach na Mistrzostwach Świata w 2011 roku oraz brązowy medal w 2008 roku. W Mistrzostwach Europy zdobył dwa złote medale w dwójkach - w Winterbergu w 2011 roku oraz w Cesana Pariol w 2008.

Aleksiej jest weganinem.

Uczciwi ludzie, którzy lubią zwierzęta, nie powinni ich jeść.

powiedział w wideo, zrealizowanym dla rosyjskiej organizacji ochrony praw zwierząt Vita. Uważa też, że weganizm pomógł mu poprawić sportowe wyniki.

## Osiągnięcia

### Igrzyska olimpijskie
| Miejsce | Dzień     | Rok  | Miejscowość | Konkurencja | Czas biegu | Strata  | Zwycięzca                                       |
| ------- | --------- | ---- | ----------- | ----------- | ---------- | ------- | ----------------------------------------------- |
| 4.      | 19 lutego | 2006 | Turyn       | Dwójki      | 3:44,00    | +0,62 s | André Lange Kevin Kuske                         |
| 2.      | 25 lutego | 2006 | Turyn       | Czwórki     | 3:40,55    | +0,13 s | André Lange René Hoppe Kevin Kuske Martin Putze |
| 3.      | 21 lutego | 2010 | Vancouver   | Dwójki      | 3:27,51    | +0,86 s | André Lange Kevin Kuske                         |
| DSQ     | 17 lutego | 2014 | Soczi       | Dwójki      | 3:45,39    | –       | –                                               |